# サカグチトリノフンダマシ属
サカグチトリノフンダマシ属 Paraplectana は、コガネグモ科に所属するクモの分類群である。トリノフンダマシ属によく似る。

## 特徴
トリノフンダマシ属に似て、丸っこいなめらかな腹部をしている。違う点としては、トリノフンダマシ属の腹部がハート形や幅広い卵形など、真ん中より前で幅が最も広くなっているのに対して、この属ではより丸っこくて、腹部中央付近がもっとも幅広い点である。また、腹部背面の縁に沿って筋点が並んでいる。腹部背面はサカグチトリノフンダマシでは黄色に白の水玉模様、ツシマトリノフンダマシでは赤地に黒の斑紋があり、テントウムシに擬態しているとも言われる。
雄はほとんどの種で未発見。サカグチトリノフンダマシの雄は2010年に発見された。形態は雌に似て遙かに小さく（雌が7-9mmに対して雄は2mm強）、雌に見られる鮮やかな斑紋は見られない。このような性差もトリノフンダマシ属に見られるものと似ている。

## 習性
知られている限りでは、昼間は葉裏などにじっとしており、夜間に網を張る。網は水平円網で、この点でもトリノフンダマシ属と同じである。
卵嚢は楕円形で短い柄があってぶら下がる。

## 分類
トリノフンダマシ属とは極めて近縁で、分けるべきかどうかには疑問もあるようである。旧北区・東洋区・エチオピア区から12種が記載されている。日本からは2種が記録されているが、いずれも非常にまれな種で、特にサカグチトリノフンダマシは日本中でいまだ十数個体ほどしか採集されていないという。以下の種が日本から記録されている。それ以外のものについてはこの項を参照。
- P. sakaguchii サカグチトリノフンダマシ
- P. tsushimensis ツシマトリノフンダマシ